# Eretrija
Ovo je članak o grčkom gradu Eretrija na otoku Eubeji; ne bi se trebao miješati s istoimenim gradom u zapadnoj Magneziji (Grčka) ili afričkom državom po imenu Eritreja.
Eretrija (grč.: Ερέτρια) je bila polis u Drevnoj Grčkoj, smješten na zapadnoj obali otoka Eubeje južno od grada Halkide, odnosno nasuprot obali Atike koju dijeli Eubejski zaljev. Eretrija je bila važan trgovački grad tijekom 6. i 5. stoljeća pr. Kr., no još u antici je izgubila na važnosti. Danas postoji istoimeni suvremeni grčki gradić na ruševinama drevnog grada.
Eretrija ima svoju rimokatoličku naslovnu biskupiju. Jedan od biskupa Eretrijske biskupije bio je Hrvat iz okolice Jajca Marko Dobretić.

## Vanjske poveznice
- Arheološko istraživanje Eretrije
- Perseus - Antička Eretrija
- Grčko ministarstvo kulture  Arhivirana inačica izvorne stranice od 23. kolovoza 2009. (Wayback Machine)
- Eretrijski trajekti
- Eretria Dream island - fotografije
- Fotografije Eritreje